# Lyrolophus javanus
Lyrolophus javanus är en insektsart som beskrevs av Willy Adolf Theodor Ramme 1941. Lyrolophus javanus ingår i släktet Lyrolophus och familjen gräshoppor. Inga underarter finns listade i Catalogue of Life.